# Krešo Beljak
Krešo Beljak (Brežice, 22. kolovoza 1971.), bivši gradonačelnik Grada Samobora, predsjednik HSS-a te saborski zastupnik.

## Životopis
Krešo Beljak rođen je u Brežicama (Republika Slovenija) 22. kolovoza, 1971. godine. Pohađao je Osnovnu školu Janko Mišić (kasnije preimenovana u OŠ Samobor) u gradu Samoboru.
Nakon srednje škole upisao je Prirodoslovno-matematički fakultet u Zagrebu i stekao zvanje profesora zemljopisa. Aktivno govori engleski i njemački jezik u govoru i pismu. Bio je sudionik Domovinskog rata između 1990. i 1992.
Beljak je 1999. godine uhićen zbog 4 provale u automobile kojima je ostvario materijalnu korist reda veličine 1750 kuna, zbog čega je osuđen na osam mjeseci zatvora uz uvjetnu osudu na tri godine. Beljak je slučaj objasnio mladenačkom glupošću: "Otvarali smo aute, 30-ak njih, s 50 lipa. To je fora, ide-ne ide, otvorili ih puno.; ...to me i cijepilo protiv budućih gluposti."
Između 1999. i 2002. godine živio je i radio je u SR Njemačkoj.
Godine 2016. završio je i poslijediplomski specijalistički studij Vanjske politike i diplomacije na Fakultetu političkih znanosti u Zagrebu.

## Karijera
Bio je zaposlen kao profesor zemljopisa u Srednjoj strukovnoj školi Samobor do 2008. godine kada odlazi na radno mjesto stručnog savjetnika u JU za upravljanje zaštićenim područjima i drugim zaštićenim prirodnim vrijednostima na području Zagrebačke županije.

## Politička djelatnost
Član je HSS-a od veljače 2003. godine,  a prije toga nije se bavio politikom.
Na mjesnim izborima u ožujku 2003. godine za VMO „Ferdo Livadić - Samobor“ nositelj je liste HSS-a i izabran za vijećnika u Vijeće mjesnog odbora. 
U svibnju 2003. godine imenovan je za tehničkog tajnika GO HSS-a Samobor, a već u rujnu 2004. godine preuzeo je dužnost v.d. tajnika GO HSS-a Samobor. U ožujku 2005. godine, nakon suspenzije organizacije uzrokovane unutarstranačkim sukobima Županijska organizacija HSS-a Zagrebačke županije imenovala ga je za povjerenika HSS-a Grada Samobora. Nakon samo dva tjedna prisiljen je podnijeti ostavku te ne sudjeluje na lokalnim izborima 2005. godine kada HSS u Samoboru gubi gradonačelnika i odlazi u oporbu.
U srpnju 2005. godine izabran je za predsjednika ogranka HSS-a „Ferdo Livadić“, no već u listopadu iste godine cijela Gradska organizacija HSS-a Samobor je raspuštena, sa svim ograncima.
U travnju 2006. godine, prigodom obnavljanja ogranaka, ponovno je izabran za predsjednika ogranka HSS-a "Ferdo Livadić", a već u svibnju 2006. godine izabran je za novog predsjednika GO HSS-a Samobor, pobijedivši na Izbornoj skupštini protukandidata Pavla Groma sa 75% glasova. Tada postaje članom Odbora županijske organizacije HSS-a Zagrebačke županije te nešto kasnije i članom Stručnih vijeća HSS-a Republike Hrvatske, gdje se zadužuje za izradu stranačke koncepcije administrativne podjele Hrvatske. Iako je koncepcija izrađena u suradnji s vodećim stručnjacima države te prati ideološku i političku platformu Stjepana Radića i ostalih osnivača stranke, još uvijek nije uzeta u razmatranje kako bi postala dio stranačkog programa HSS-a.
Na Glavnoj izbornoj skupštini HSS-a u travnju 2008. godine, s 501 glasom izabran je za jednog od 30 članova Glavnog odbora HSS-a Republike Hrvatske te ujedno po funkciji za člana Predsjedništva Županijske organizacije HSS-a Zagrebačke županije.
Početkom 2009. godine, Odbor GO HSS-a Grada Samobora izglasao ga je kao kandidata za gradonačelnika grada Samobora. Na izborima u svibnju 2009. godine HSS u Samoboru nastupa samostalno te osvaja rekordnih 6 mandata u Gradskom vijeću. Beljak sa zamjenicima iz redova HSS-a (Željko Stanec i Hrvoje Frankić) pobjeđuje u prvom krugu s 22,31% u konkurenciji 5 istaknutih kandidata (Tomislav Masten - HDZ,HSP,HSU 21,65%, Marica Jelenić - HNS 19,98%, Željko Žarko - SDP 17,34%, Antun Dubravko Filipec - HSLS 16,13%). Uoči drugog kruga izbora, dobiva podršku SDP-a i HNS-a te pobjeđuje u drugom krugu s 59,99% HDZ-ovog, HSP-ovog i HSU-ovog kandidata Tomislava Mastena. Dužnost gradonačelnika Samobora preuzeo je 4. lipnja 2009. godine nakon službene objave rezultata.

Na parlamentarnim izborima u prosincu 2011. godine drugi je na HSS-ovoj listi za 7. izbornu jedinicu, ali lista ne dobiva dovoljno glasova za prijelaz izbornog praga.
U siječnju 2012. godine, na glavnoj Izbornoj skupštini HSS-a, izabran je za jednog od 5 potpredsjednika HSS-a s najvećim brojem glasova od svih 13 kandidata.
Na lokalnim izborima u svibnju 2013. godine ponovno je izabran za gradonačelnika grada Samobora kao zajednički kandidat HSS-a i SDP-a, pobijedivši sa 66,11% u prvom krugu četvoricu protukandidata (Tomislav Masten - HDZ, HSLS, HSU 16,77%, Ivan Vlainić - nez. 8,10%, Branka Čelar - ABH, DSU 3,12%, Jug Puljizević - HNS 2,73%). Na izborima za Županijsku skupštinu izabran za za vijećnika kao 2. na listi HSS-a, ali nakon izbora svojevoljno stavlja mandat u mirovanje.
U ožujku 2016. godine na Glavnoj izbornoj skupštini, izabran za predsjednika HSS-a.
Na Parlamentarnim izborima 2016., izabran je za zastupnika u Hrvatskom saboru.
Krajem svibnja 2017. godine, po treći put je izabran za gradonačelnika grada Samobora kao zajednički kandidat HSS-a i SDP-a, pobijedivši sa 62,92% u prvom krugu četvoricu protukandidata (Vladimir Skendrović - HDZ 17,51%, Irena Franceković - nez. 8,18%, Damir Skok - MB365 5,73%, Matija Đolo - RF 3,12%)
Dana 13. siječnja 2020. godine Krešo Beljak šokirao je javnost komentirajući tweet Katie Pavlich,  konzervativne komentatorice hrvatsko-njemačkih korijena. Katie je u svom tvitu napisala kako jugonostalgičari ne shvaćaju da je bilo preko 100 političkih atentata izvan Jugoslavije u razdoblju od 1945. do 1990. godine koje je organizirala UDBA. Beljak je na to na svom tvitu napisao kako UDBA "očito nije pobila dovoljno emigranata jer znamo tko je radio s... i tko je potencirao ratove od 1991. do 1999. godine" i time izazvao oštre reakcije. Istog dana Beljak se ispričao na Twitteru: "U vezi ovog mog nespretnog i nesretnog tweeta. Taj tweet je dio šire rasprave, pune uvreda i laži. No, nebitno. Žao mi je što se iz moje objave dalo zaključiti kako podržavam politička ubojstva, a to, naravno, nije istina. Žalim i ako sam nekoga uvrijedio. Pogriješio sam". 
Na Parlamentarnim izborima 2020., ponovno je izabran za zastupnika u Hrvatskom saboru.
Na izbornoj skupštini HSS-a, 31. srpnja 2020., ponovno je izabran za Predsjednika HSS-a.

## Odlikovanja
- Odlikovan je Spomenicom Domovinskog rata.[2]

## Osobni život
Oženjen je, otac troje djece.

## Vanjske poveznice
- Beljak novi Samoborski gradonačelnik
- HSS ima novog predsjednika, Hrg ne žali što to više nije Budućnost stranke od sada u rukama drži samoborski gradonačelnik Krešo Beljak, Jutarnji list, HINA, 19. ožujka 2016.
- [https://www.jutarnji.hr/vijesti/hrvatska/kreso-beljak-se-ispricao-zbog-objave-na-twitteru-zao-mi-je-sto-se-iz-nje-moze-zakljuciti-kako-podrzavam-politicka-ubojstva/9846982/